# Cordula Kablitz-Post

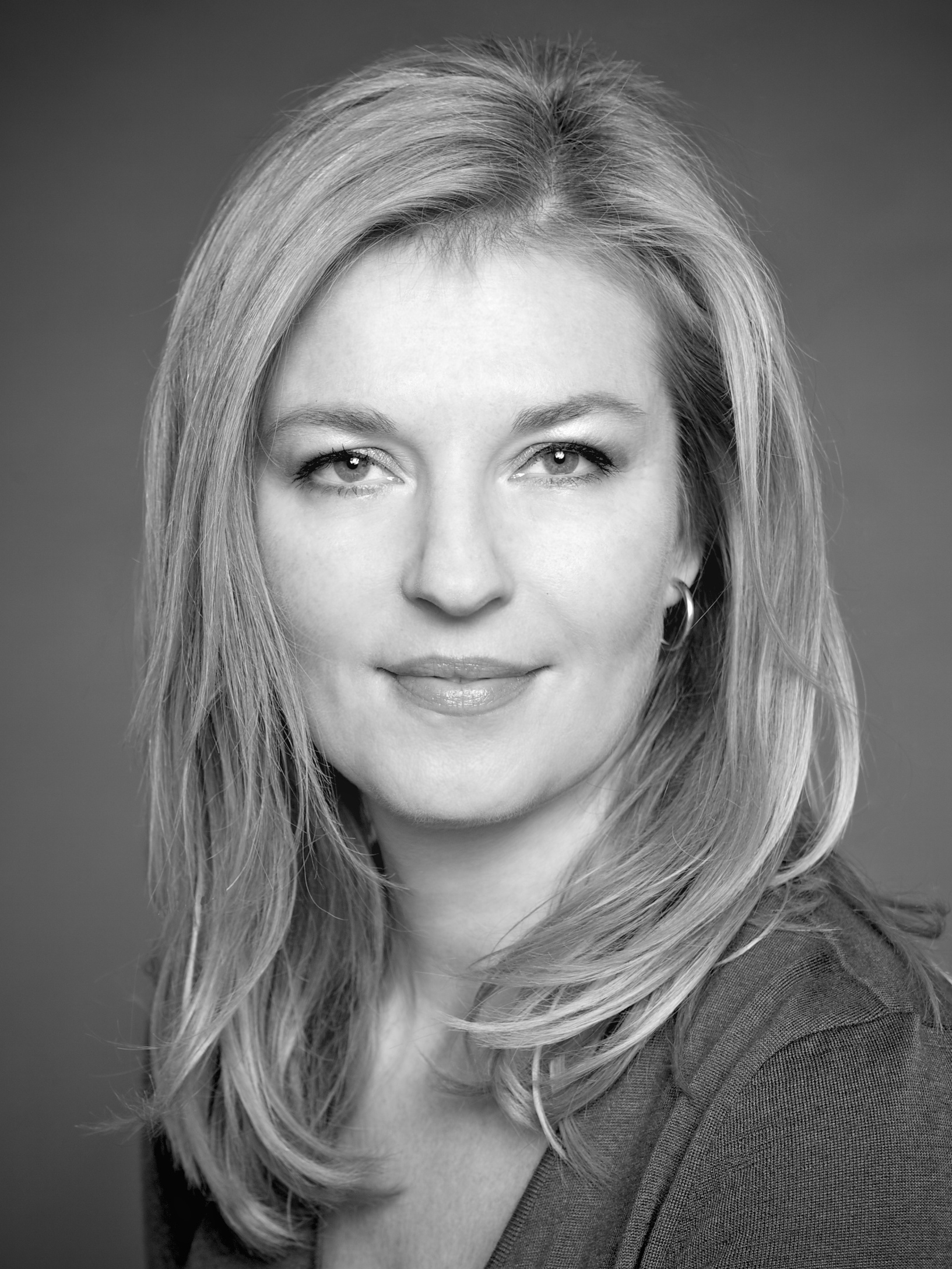
Cordula Kablitz-Post 2013

Cordula Kablitz-Post (* 26. Mai 1964 in Aachen) ist eine deutsche Regisseurin, Autorin und Filmproduzentin.

## Leben
Cordula Kablitz-Post studierte Germanistik, Anglistik und Theaterwissenschaften in München und Berlin und arbeitet seit 1989 als Regisseurin, Autorin und Produzentin.
1995 gründete sie gemeinsam mit Edda Baumann-von Broen die avanti media, ein in Berlin ansässiges Unternehmen, das auf die Produktion von Spiel- und Dokumentarfilmen spezialisiert ist. Unter anderem produziert avanti media für Arte und das ZDF die Dokumentationsreihen Mein Leben, Maestro, Gesichter Europas und Durch die Nacht mit …. Cordula Kablitz-Post führte bei verschiedenen Produktionen dieser Serien Regie. Durch die Nacht mit … wurde 2006 mit dem Adolf-Grimme-Preis ausgezeichnet. Für die Reihe Deutschland, deine Künstler der ARD führte sie unter anderem Regie bei der Folge über Campino und dem Film über Markus Lüpertz.
Cordula Kablitz-Post arbeitete seit den 1980er Jahren häufig mit Christoph Schlingensief zusammen. Sie führte Regie bei den Projekten Talk 2000 und U 3000. Der Dokumentarfilm Christoph Schlingensief – Die Piloten hatte 2008 seine Premiere bei den Internationalen Hofer Filmtagen und lief im Januar 2009 in den deutschen Kinos an.
Außerdem drehte sie zahlreiche Musikvideos für Bands wie Udo Lindenberg, Even Cowgirls get the Blues und Sven Väths Der dritte Raum, sowie einen Werbefilm für JVC. Sie führte Regie bei diversen Kurzspielfilmen und war als Regieassistenz bei Kinospielfilmen von Uwe Schrader und Thomas Brasch tätig.
2002 gründete sie die avanti media fiction GmbH. Der erste Film des Unternehmens Sophiiiie! erhielt die Preise in den Sparten beste Regie und beste Schauspielerin für Katharina Schüttler beim Münchner Film Festival. Zudem wurde der Film beim Mediawave Filmfestival in Ungarn für die beste Regie ausgezeichnet. Der Kurzfilm High Maintenance erhielt im Jahr 2007 den Student Academy Award und weitere internationale Preise. Im Juni 2016 kam ihr erster Spielfilm, die Biographie Lou Andreas-Salomé mit Katharina Lorenz in der titelgebenden Hauptrolle, Julius Feldmeier als Rainer Maria Rilke und Alexander Scheer als Friedrich Nietzsche in die deutschen Kinos. Der Film lief später auch in Österreich, der Schweiz, Frankreich und den USA und wurde beim Internationalen Filmfest Emden-Norderney mit dem Nachwuchspreis für ihren ersten Spielfilm Lou Andreas-Salomé ausgezeichnet. Die Deutsche Film- und Medienbewertung FBW in Wiesbaden verlieh dem Film das Prädikat besonders wertvoll.
2018 begleitete sie die Band Die Toten Hosen auf ihrer Tour durch Deutschland, die Schweiz und Argentinien, heraus kam der Dokumentarfilm Weil du nur einmal lebst – Die Toten Hosen auf Tour, der 2019 auf der Berlinale seine Weltpremiere hatte und auf diversen Festivals lief, unter anderem dem Krakauer Dokumentarfilmfestival und dem Mar del Plata International Film Festival.
Mit FCK 2020 – Zweieinhalb Jahre mit Scooter feierte 2023 ein Dokumentarfilm über H. P. Baxxter und Scooter Premiere, der während der Corona-Pandemie entstanden ist. Dieser Film geht somit nicht nur auf die Geschichte von Scooter ein, sondern auch auf die Einschränkungen und die Situation während der Pandemie.
Cordula Kablitz-Post lebt in Berlin.

## Filmografie (Auswahl)
Produktion und Regie, sofern nicht anders erwähnt

### Dokumentarfilme
- 1994: Mickey Rourke
- 1998: Ohne Grenzen denken
- 2005: Das Silber von Taxco
- 2007: Christoph Schlingensief – Die Piloten
- 2010: Jet Set der 60er Jahre
- 2011: Nina Hagen – Godmother of Punk
- 2012: Glamour für alle – Modestadt Berlin
- 2012: Wunderkind Wolfgang Joop
- 2015: Alle 28 Tage / Kinderwunsch (Produktion)
- 2019: Weil Du nur einmal lebst – Die Toten Hosen auf Tour
- 2022: David Garrett – Ein Weltstar privat[8]
- 2022: FCK 2020 – Zweieinhalb Jahre mit Scooter
- 2025: Kreator - Hate & Hope

### Dokumentationen
- 1997: Talk 2000 (8 Folgen)
- 2000: U3000 (Folge 1–8)
- 2005: Helmut Berger – Mein Leben
- 2005: Dani Levy – Mein Leben
- 2007: Moritz Rinke – Mein Leben (Produktion)
- 2007: Gesichter Europas (3 Folgen)
- 2008: Andreas Dresen – Mein Leben
- 2008: Liebe ohne Grenzen
- 2008: David Chipperfield – Mein Leben
- 2008: Max Hollein – Mein Leben
- 2008: Monsterland
- 2008: Die Wohlgesinnten – auf den Spuren einer literarischen Sensation
- 2009: Deutschland, deine Künstler – Campino
- 2009: Die besten im Westen – Campino
- 2009: Eckart Witzigmann – Mein Leben (Produktion)
- 2009: Markus Lüpertz – Mein Leben (Produktion)
- 2009: Uwe Ochsenknecht – Mein Leben (Produktion)
- 2010: Deutschland, deine Künstler – Helge Schneider (Produktion)
- 2012: Pierre Brice – Legenden
- 2012: Deutschland, deine Künstler – Markus Lüpertz
- 2012: Liebe ohne Grenzen (4 Folgen)
- 2013: Deutschland, deine Künstler – Wolfgang Joop
- 2014: Deutschland, deine Künstler – Nina Hagen
- 2018: Pilgern für Peyote – Huicholen

### Durch die Nacht mit ...
- 2003: … Till Brönner und Dirk Nowitzki
- 2003: … Gloria von Thurn und Taxis und Leo König
- 2003: … Benjamin Biolay und Karl Bartos (Produktion)
- 2004: … Udo Kier und Grayson Perry
- 2004: … Bela B und Julie Delpy (Produktion)
- 2004: … Heike Makatsch und Peaches (Produktion)
- 2006: … Klaus Maria Brandauer und Campino
- 2006: … Stuart Copeland und Daniel Hope
- 2008: … Zaha Hadid und Michael Schindhelm
- 2010: … Wolfgang Joop und Bill Kaulitz
- 2012: … Joko und Klaas
- 2013: … Hugh Cornwell und WestBam
- 2013: … Ulrich Seidl und Josef Bierbichler (Produktion)
- 2013: … Francesco Vezzoli und Rufus Wainwright
- 2014: … Inga Humpe und Helene Hegemann (Produktion)
- 2014: … Henry Hübchen und Gerd Harry Lybke
- 2014: … Feo Aladağ und Noa (Produktion)
- 2014: … Mauer Spezial
- 2015: … Til Schweiger und Fahri Yardım (Produktion)
- 2015: … Rio Spezial (Produktion)
- 2016: … Gérard Biard und Inna Schewtschenko
- 2016: … Thurston Moore und Phil Collins
- 2016: … Thomas Ostermeier und Niki Karimi (Produktion)
- 2017: … Martina Gedeck und Navid Kermani (Produktion)
- 2017: … Leïla Slimani und Kamel Daoud (Produktion)
- 2018: … Dave Stewart und Vanessa Amorosi
- 2019: … Carola Rackete und Maja Lunde
- 2020: … Flake Lorenz und Joey Kelly

### Spielfilme
- 1989: Helena (Kurzfilm)
- 1990: Die Falle (Kurzfilm)
- 2002: Sophiiiie!
- 2006: High Maintenance (Kurzfilm)
- 2016: Lou Andreas-Salomé

### Auszeichnungen
- 2002: Förderpreis auf dem Filmfest München für Sophiiiie!
- 2003: Preis für die Beste Regie auf dem ungarischen Mediawave Festival für Sophiiiie!
- 2006: Grimme-Preis Spezial für Durch die Nacht mit …
- 2007: BIFF Award auf dem Boulder International Film Festival für High Maintenance[4]
- 2007: Bester Kurzfilm beim Gen Art Film Festival für High Maintenance
- 2007: AFI Filmmaker Award beim HBO US Comedy Arts Festival für High Maintenance
- 2007: Silver Medal beim Student Academy Award für High Maintenance
- 2016: NDR-Filmpreis beim 27. Internationalen Filmfest Norderney in Emden für den Kinospielfilm Lou Andreas-Salomé
- 2017: Prix du public bei der Semaine du Cinéma Allemand in Dinard für Lou Andreas-Salomé
- 2018: Grand Prize beim Socially Relevant Filmfestival in New York für Lou Andreas-Salomé